# La Dépêche du Midi
Pour les articles homonymes, voir La Dépêche.
La Dépêche du Midi, souvent simplement nommée La Dépêche, est un quotidien régional français diffusé dans neuf départements de la région Occitanie (Ariège, Aude, Aveyron, Haute-Garonne, Gers, Lot, Hautes-Pyrénées, Tarn, Tarn-et-Garonne) ainsi que dans le département de Lot-et-Garonne en Nouvelle-Aquitaine. Sa diffusion s'élève à 112 612 exemplaires en 2022 (en baisse par rapport à l'année précédente : 125 356 en 2019), pour 14 éditions quotidiennes différentes (16 auparavant). La Dépêche est historiquement liée à la laïcité et au radicalisme. Le journal appartient au Groupe La Dépêche du Midi dont le directeur général est Jean-Nicolas Baylet, également directeur de la publication de La Dépêche.

## Ligne éditoriale
En une, dans le bandeau de tête, après La Dépêche du Midi, figure la mention « Le journal de la démocratie ». Une des anciennes devises du journal est « La Dépêche renseigne vite et bien ». Il emploie environ 770 salariés dont 250 journalistes professionnels et quelque 1 500 correspondants locaux de presse. Suivant l'héritage politique radical de ses origines, La Dépêche fut un journal de sensibilité radicale de gauche.
En 2003, le journal relance l'affaire Allègre ce qui débouchera sur des accusations calomnieuses contre l'ancien maire de Toulouse Dominique Baudis.

## Historique

### Guerre de 1870 et socialisme

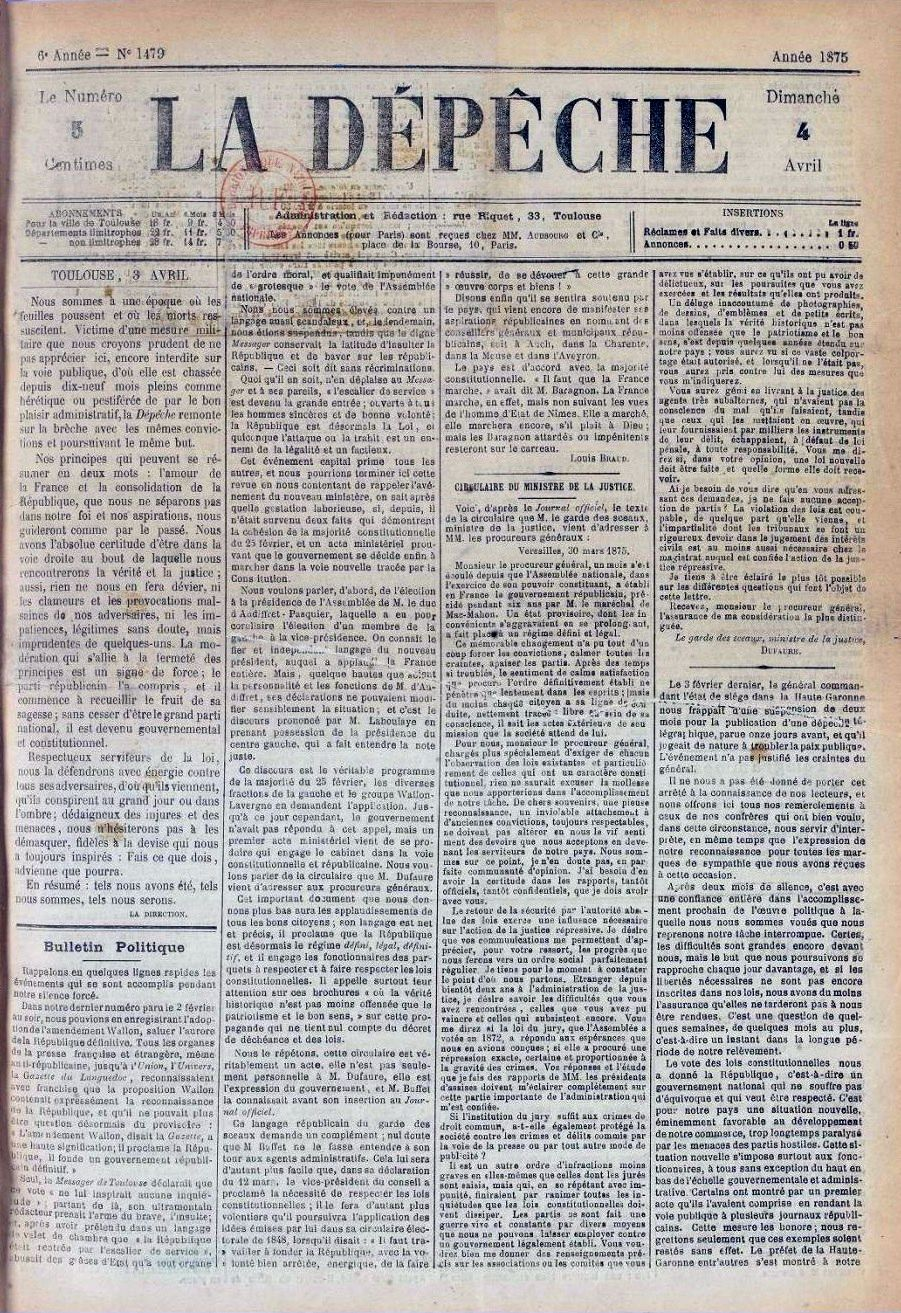
La Dépêche, une du 4 avril 1875.

Le premier numéro de La Dépêche de Toulouse paraît le 2 octobre 1870, sous le simple nom de La Dépêche, à l'initiative d'ouvriers de l'imprimerie Sirven à Toulouse, propriété de Joseph Sirven (maire de Toulouse du 18 mai 1884 au 19 mai 1888).
Sa vocation au départ était de publier des dépêches de guerre pour donner des nouvelles du front aux femmes de soldats. Après la guerre de 1870, le titre survit et se développe en élargissant son domaine d'information. Il atteint 15 000 exemplaires 9 ans plus tard. En 1879, le journal est cédé au groupe de presse parisien de Le Pelletier. Ainsi est fondée la société anonyme La Dépêche et le Petit Toulousain. En 1881, trois Ariégeois, Rémy Couzinet (qui épousera plus tard Éléonore Bonnaire), Alcide Gout et Rémy Sans, rachètent La Dépêche et ont l'idée de lancer une édition pour chaque département de la région.
En 1887, Jean Jaurès, déjà engagé politiquement, y fait ses premières armes de journaliste. Le titre de presse accueille également un autre journaliste également homme politique : Georges Clemenceau, avant qu'il ne rejoigne L’Aurore. Un moment antidreyfusard, le journal finit par se rallier à la cause en faveur de la révision du procès.
Du fait de ses origines et de ses plumes, La Dépêche ne cache pas son engagement dans une gauche radicale-socialiste. Aussi au début du XXe siècle, des évêques considèrent comme un « péché grave » la lecture de ce titre.
Maurice Sarraut, sénateur radical de l'Aude (1869-1943), prend les rênes du journal, en devenant son directeur administratif (1909).

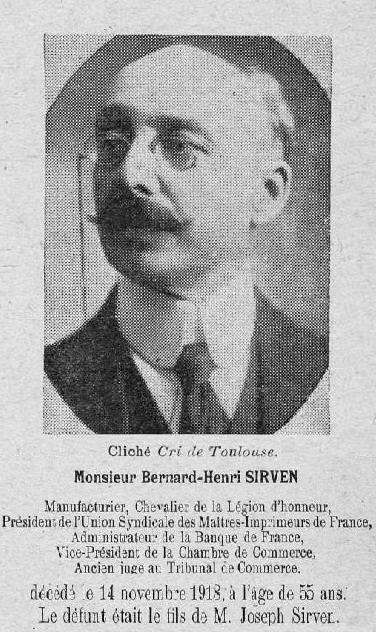
Bernard-Henri Sirven, fils du créateur de La Dépêche, président de l'Union syndicale des maîtres-imprimeurs de France, qui succède à son père Joseph.
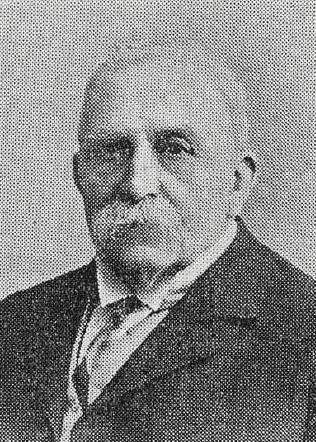
Louis Braud, directeur de La Dépêche en 1914.
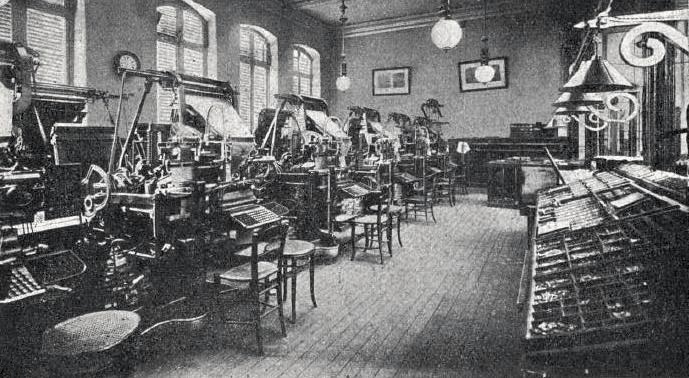
La salle de composition de La Dépêche, en 1905.
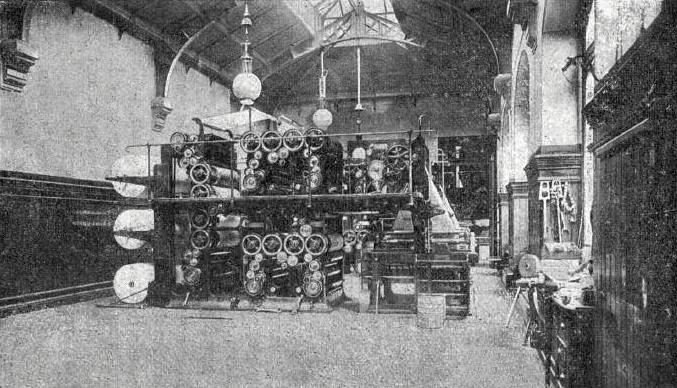
La salle des machines de La Dépêche, en 1905.
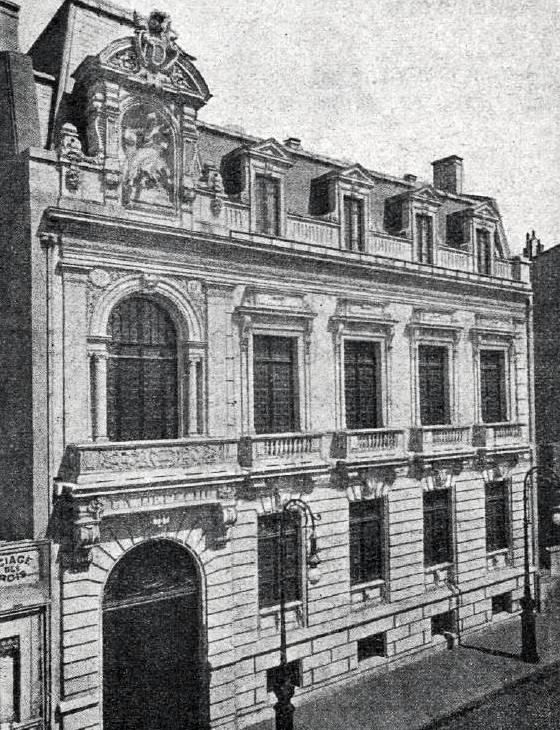
L'hôtel de La Dépêche, rue Bayard à Toulouse, en 1905 (siège social et imprimerie).

### Entre-deux-guerres

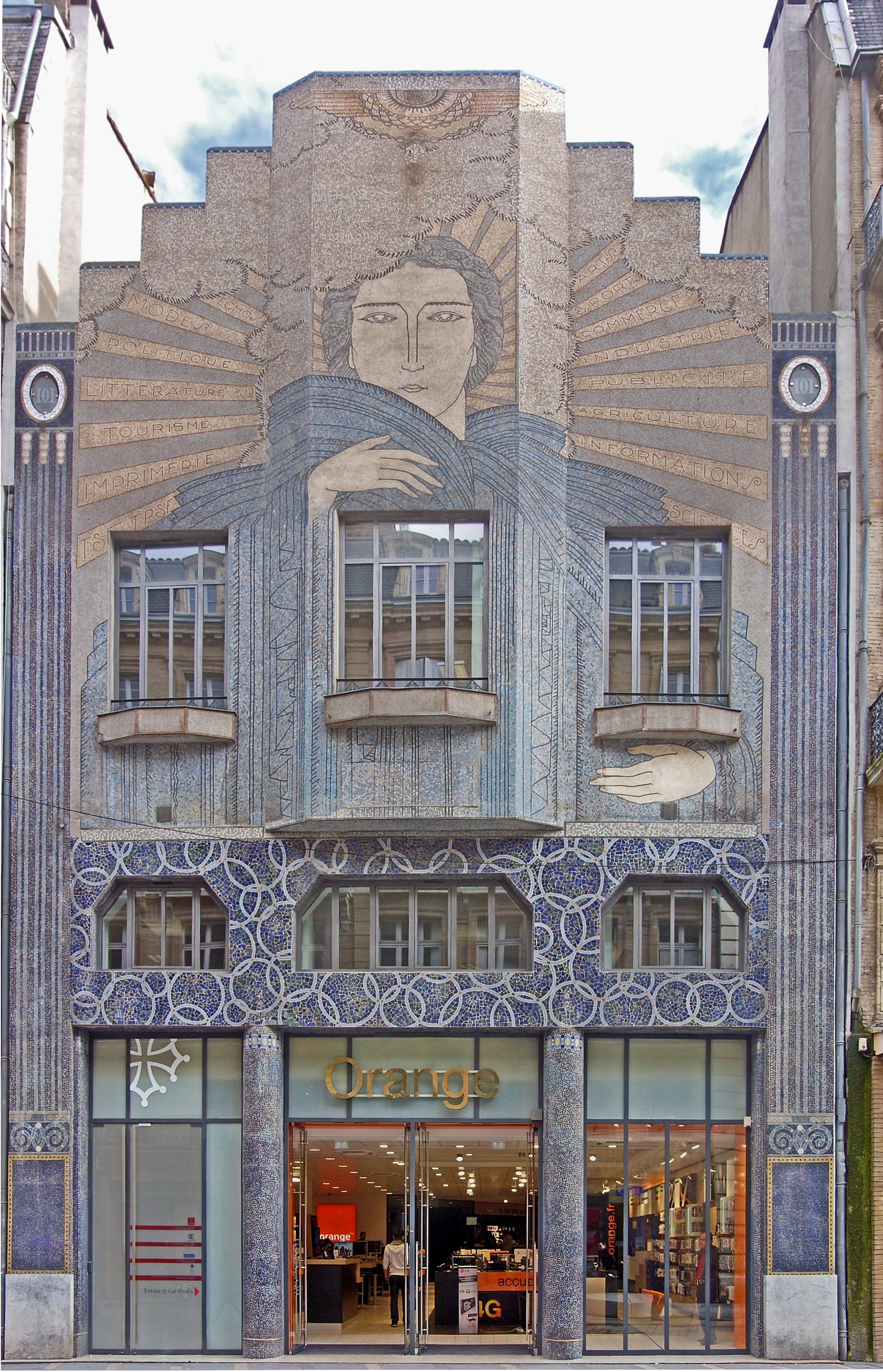
Le nouveau siège de La Dépêche, rue Alsace-Lorraine à Toulouse à partir de 1932 (architecte Léon Jaussely).

Après la grande guerre, le directeur est Maurice Sarraut, il deviendra propriétaire du journal en 1932. Dans l'intervalle, à la suite d'une tentative d'acquisition par Maurice de Rothschild, Jean-Baptiste Chaumeil, entrepreneur en travaux publics, et maire radical-socialiste de Valence-d'Agen, entre dans le capital du groupe en 1925. Son neveu Jean Baylet y entre la même année, en est directeur administratif en 1927, puis rédacteur en chef.
La période de l'entre-deux guerres est pour La Dépêche un « âge d'or », tant pour sa diffusion que pour le prestige et la qualité de sa rédaction qui lui confèrent une influence nationale.
À partir de 1932, des Allemands antinazis en exil écrivent dans La Dépêche de Toulouse : ainsi on trouve les signatures des frères Heinrich et Thomas Mann, de Georg Bernhard ou encore de Theodor Wolff, entre autres.

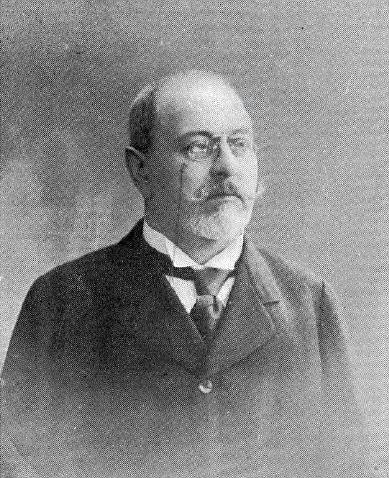
Arthur Huc (1855, dans l'Aude - 22 mars 1932, à Nice), co-directeur de La Dépêche durant les années 1910 et 1920.
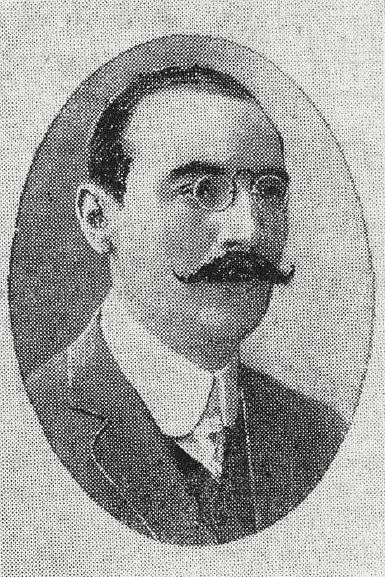
Maurice Sarraut, sénateur en 1913, co-directeur de La Dépêche durant les années 1910 et 1920.

### Occupation et collaboration
Ayant salué l'interdiction du PCF qui soutient la Pacte germano-soviétique en 1939, elle entre dans ses heures noires. Pendant l'Occupation le quotidien est dirigé par des collaborationnistes.
Maurice Sarraut, qui a perdu toute influence sur le journal, est assassiné par des membres de la Milice en décembre 1943. Son frère, Albert Sarraut est déporté peu après. Le journal continue à paraître en défendant la politique du Maréchal Pétain.
Le titre est interdit de publication à la Libération, pour collaboration en 1944.

### Après-guerre

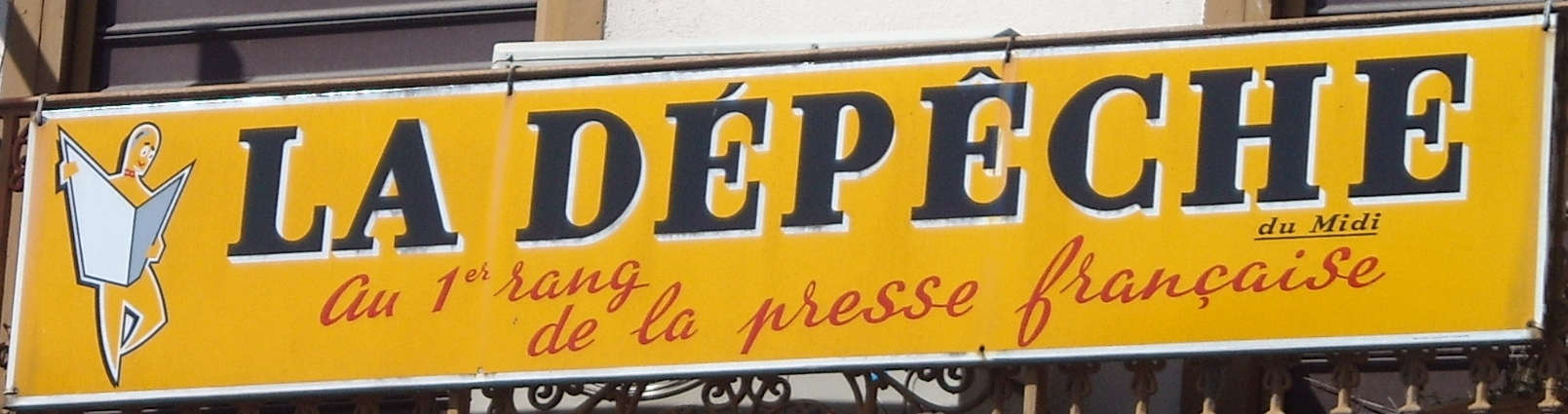
Une publicité pour La Dépêche.

Le titre ressort en 1947 sous le nom de La Dépêche du Midi. Il déloge alors après un conflit judiciaire le Patriote du Sud-Ouest, journal du Front national (communiste) qui avait hérité de ses locaux. Reprenant sa lignée radicale et anticommuniste (le PCF vient d'être exclu du gouvernement) il soutient naturellement le cabinet de Pierre Mendès France. Il s'oppose au référendum constitutionnel de 1958, soutient François Mitterrand à la présidentielle de 1965.
Jean Baylet, qui avait été directeur administratif en 1927 puis rédacteur en chef[réf. nécessaire], avait entre-temps créé le quotidien La Démocratie le 8 octobre 1945. Il prend la direction de La Dépêche, du 22 novembre 1947 jusqu'à sa mort le 29 mai 1959.
Entre 1960 et 1971, date à laquelle il demande à ne pas renouveler son mandat, René Bousquet, ancien chef de la police de Vichy et responsable notamment de la rafle du Vel' d'Hiv, fait partie du conseil d'administration du journal. Apprenant le décès de Jean Baylet, il propose son aide à sa veuve Évelyne Baylet, née Évelyne Isaac. Cette dernière est alors présidente-directrice générale de La Dépêche du Midi, depuis sa nomination le 3 juin 1959 par le conseil d'administration, un poste qu'elle occupera jusqu'en 1995. Au sein de La Dépêche du Midi, Bousquet « n’occupait aucune fonction directoriale ni éditoriale, son nom n’apparaissant pas dans l’ours ».

### Histoire récente

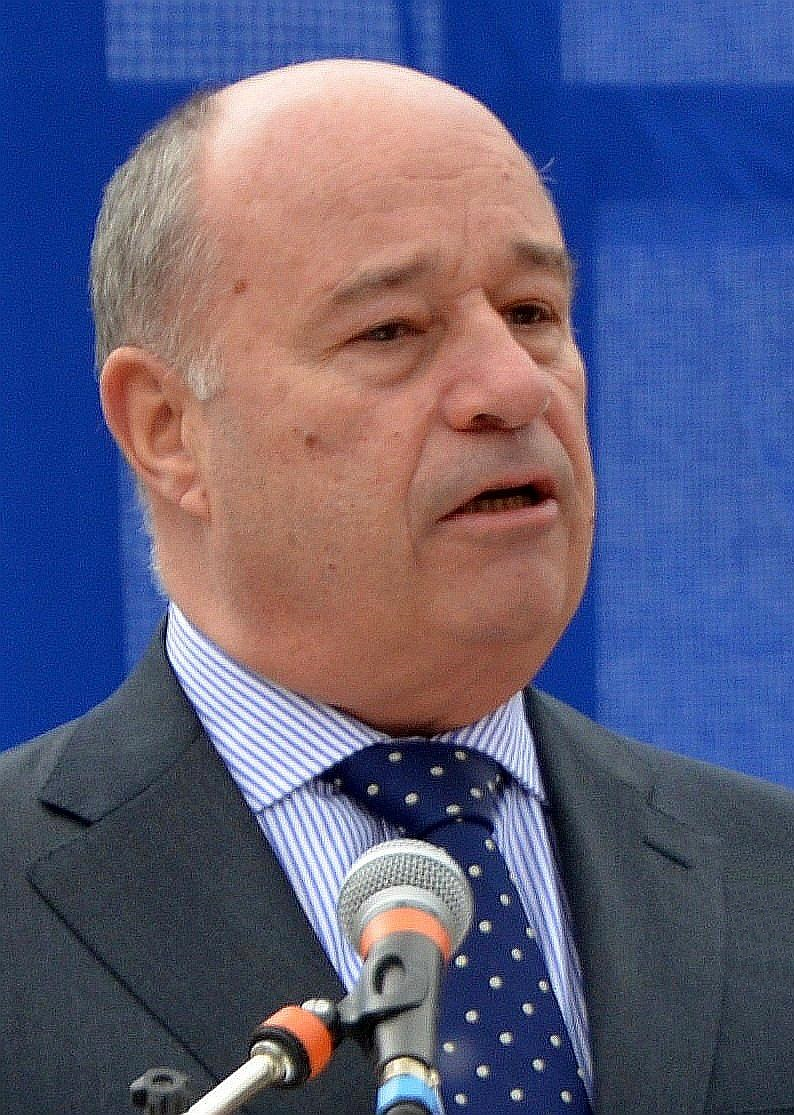
Jean-Michel Baylet, en 2012.

Jean-Michel Baylet, fils de Jean Baylet, accède au poste de directeur général adjoint de La Dépêche en 1975, et devient directeur général deux ans plus tard.
Le 12 avril 2012, le journal annonce qu'un second site payant va être lancé. Après une phase de test dès le 17 avril 2012 auprès des abonnés papier, Dépêche Premium, est ouvert le 26 septembre 2012. Il se compose d'un fil d'information continue avec des articles multimédias exclusifs, d'une version électronique du journal consultable sur le web, les smartphones et tablettes, de suppléments numériques spéciaux et des services du Club abonnés. C'est la première fois en France qu'un journal quotidien régional tente l'aventure du payant sur internet. La Dépêche Premium remporte le prix de l'innovation des Victoires de la presse 2012 de la WAN-Ifra, remis le 17 décembre 2012 à Lyon à Jean-Nicolas Baylet et Philippe Rioux.[réf. nécessaire] Le site Dépêche Premium est arrêté quatre ans plus tard en avril 2016.
En février 2016, après l'entrée de Jean-Michel Baylet au gouvernement et les « unes » enthousiastes de la Dépêche du Midi, plusieurs médias s'interrogent sur l'indépendance de la rédaction du journal vis-à-vis de son propriétaire,,.

## Diffusion
Comme la plupart des journaux édités sur papier, la diffusion baisse de manière importante chaque année depuis 2000.
| Année | Diffusion totale payée semaine | Diffusion totale semaine | Diffusion totale dimanche |
| ----- | ------------------------------ | ------------------------ | ------------------------- |
| 1879  | –                              | 15 000                   | –                         |
| 1881  | –                              | 27 000                   | –                         |
| 1906  | –                              | 159 000                  | –                         |
| 1914  | –                              | 215 000                  | –                         |
| 1925  | –                              | 217 000                  | –                         |
| 1943  | –                              | 310 000                  | –                         |
| 1955  | –                              | 215 000                  | –                         |
| 1967  | –                              | 280 000                  | –                         |
| 1996  | –                              | 202 000                  | –                         |
| 2002  | –                              | –                        | –                         |
| 2003  | –                              | 200 000                  | –                         |
| 2004  | –                              | –                        | –                         |
| 2005  | 196 334                        | 200 090                  | 227 047                   |
| 2006  | 192 299                        | 196 641                  | 224 151                   |
| 2007  | 193 901                        | 197 751                  | 225 068                   |
| 2008  | 192 907                        | 196 749                  | 222 269                   |
| 2009  | 187 172                        | 190 875                  | 215 739                   |
| 2010  | 182 572                        | 186 213                  | 208 780                   |
| 2011  | 177 908                        | 180 969                  | 201 760                   |
| 2012  | 171 553                        | 174 511                  | 191 574                   |
| 2013  | 164 019                        | 166 137                  | 182 943                   |
| 2014  | 155 341                        | 157 215                  | 176 160                   |
| 2015  | 148 218                        | 149 998                  | 168 497                   |
| 2016  | 142 730                        | 144 419                  | 160 820                   |
| 2017  | 138 405                        | 140 097                  | 153 943                   |
| 2018  | 131 286                        | 133 074                  | –                         |
| 2019  | 125 356                        | 127 466                  | 136 393                   |
| 2020  | 120 807                        | 122 206                  | 130 290                   |
| 2021  | 118 423                        | 120 947                  | 125 728                   |
| 2022  | 112 612                        | 115 925                  | 117 464                   |
| 2023  | 108 005                        | 109 639                  | 110 146                   |
| 2024  | 101 885                        | 103 402                  |                           |

## Éditions locales
Il existe 13 éditions locales[Quand ?] :
- 09 Ariège
- 11 Aude
- 12 Aveyron
- 31 Haute-Garonne Est Toulousain-Lauragais
- 31 Haute-Garonne Ouest Toulousain-Muret

- 31 Toulouse
- 31 Comminges
- 32 Gers
- 46 Lot
- 47 Lot-et-Garonne
- 65 Hautes-Pyrénées
- 81 Tarn
- 82 Tarn-et-Garonne

## Publicité
L'espace publicitaire de La Dépêche est commercialisé par une filiale du groupe, "evelyne.", structure résultant de la fusion de la régie historique O²Pub (occitane de publicité) et de Midi Media (régie du groupe Les journaux du Midi racheté en 2015), précédemment nommée "L'Agence de comm".

## Propriété et direction
Le quotidien appartient au Groupe La Dépêche du Midi, dont l'ancien PDG est Jean-Michel Baylet, par ailleurs ancien président du Parti radical de gauche (PRG) et ministre du gouvernement Valls entre le 11 février 2016 et mai 2017.
En 2016, à la suite de la participation de Jean-Michel Baylet dans le gouvernement Manuel Valls, la nouvelle présidente est Marie-France Marchand-Baylet, ex-épouse de Jean-Michel Baylet. Après son départ du gouvernement Valls en mai 2017, Jean-Michel Baylet redevient PDG du groupe La Dépêche du Midi[réf. souhaitée].

## Notes et références

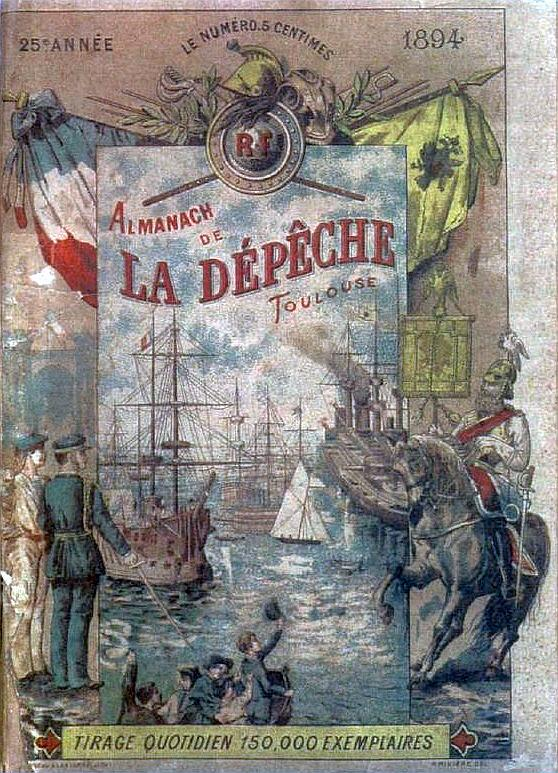
Almanach de La Dépêche de Toulouse, pour l'année 1894.

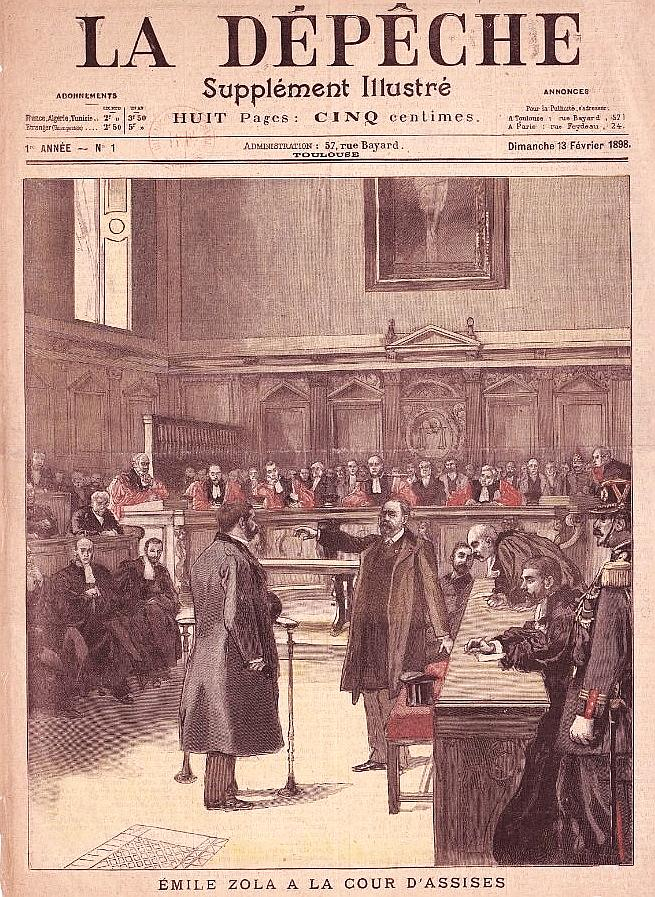
Supplément illustré de La Dépêche de Toulouse, no 1, du 13 février 1898.